# 水野晃樹
水野 晃樹（みずの こうき、1985年9月6日 - ）は、静岡県清水市（現：静岡市清水区）出身の元プロサッカー選手。ポジションはミッドフィールダー（MF）。元日本代表。
元サッカー選手の鈴木啓太は従兄、水野和樹は兄。

## 来歴

### 学生時代
静岡県清水市（現在の静岡市清水区）生まれ。小学校時代は清水FCに所属。清水商業高校に進学し、高校2年次には高校総体に出場し、ベスト4に進出する。同高校総体では、2回戦（国士舘）、3回戦（玉野光南）、準々決勝（渋谷教育幕張）などで3試合連続得点を挙げるも、準決勝では平山相太擁する国見高校に敗れた。高校卒業後の2004年、ジェフユナイテッド市原（当時）に入団。

### ジェフ市原/ジェフ市原・千葉時代
2004年7月にレアル・マドリード戦に出場し、10月17日の清水エスパルス戦で後半37分から出場しトップ初出場を果たす。12月にU-20日本代表に選出され、2005 FIFAワールドユース選手権（オランダ）ではメンバーに選出。本戦ではグループステージで3戦連続途中出場。初戦のオランダ戦では平山の得点をアシストし、第2戦のベナン戦では同点となるフリーキックを決めた。決勝トーナメントの初戦・モロッコ戦では先発出場を果たした。
2007年、千葉では阿部勇樹の退団により、コーナーキックやフリーキック等、全てのセットプレーのキッカーを任され、チーム最多の9得点を挙げた。A代表では3月24日のペルー戦でのメンバーに初招集され、後半40分から初出場を果たす。

### セルティック時代
2008年1月、セルティックへの移籍が決定し、3年半の契約を結んだ。しかし、2007-2008シーズンは1度もトップチームでプレーできず、ジェフ時代の恩師であるイビチャ・オシムに電話で叱られたという。先輩である巻誠一郎にも何度か叱られたことがある。一年後の12月21日、スコティッシュ・プレミアリーグ第19節 対フォルカーク戦に初先発しフル出場。後半44分、中村俊輔からのパスをセンターサークル付近で受けると、約40m独走して初ゴールを決めた。なお、このゴールの際に過剰なゴールパフォーマンスとして、初のイエローカードも受けている。2009-2010シーズンにおいては、「今後の人生がかかっている」 と語っていたが公式戦は2試合のみの出場に止まった。セルティック在籍期間の2年半で2度にわたる膝の怪我による手術での離脱もあり 公式戦出場はわずか12試合。移籍前にはレギュラーを務めていた北京五輪代表から落選、これ以降日本代表への招集もなくなるなど海外への挑戦は厳しい結果に終わった。

### 日本復帰
出場機会を求め、FIFAワールドカップによるリーグ中断期間中の2010年6月に、J2の柏レイソルに移籍。水野は後にインタビューで前年の夏頃から代理人と移籍について話し合っていた事を明かしている。しかし、国内復帰戦となった古巣ジェフ千葉戦で右膝を負傷。前十字靭帯損傷で全治約6ヶ月の診断を受けた。レイソルがJ1復帰を決めた2011年は、10試合出場。2012年は、地元の清水エスパルス戦で途中出場し、移籍後初ゴール決めた。同年11月1日は湘南との練習試合で右大腿という負傷を負って4週間診断を受けるなど、苦しいシーズンを経た。
2013年、J1に昇格したヴァンフォーレ甲府に移籍。開幕直前にかかとを負傷。第4節の川崎フロンターレ戦で復帰し移籍後初出場を果たすと、第5節の大分トリニータ戦では決勝点をアシストしチームにシーズン初勝利をもたらした。しかしその後はかかとの痛みに耐えながらのプレーが続き、第9節のジュビロ磐田戦では左足の靭帯を損傷し6週間の離脱と発表された。そのようにシーズン序盤に負傷が続いたことでコンディションが整わないため出場機会が増やせず、リーグ戦出場19試合(うち先発出場は5試合)、無得点に終わるなど不本意な結果となった。
2014年は開幕から好調を維持し、第2節のFC東京戦ではクリスティアーノのゴールをアシストしている。同年11月28日、契約満了に伴い退団することが発表された。
その後、Jリーグ合同トライアウトに出場し、同年12月に8年振りに千葉への復帰が発表された。
2016年、ベガルタ仙台へ完全移籍で加入するも、公式戦（J1リーグ戦・ナビスコ杯・天皇杯）通算13試合の出場にとどまり、同年シーズン終了をもって契約満了となり退団。
2017年シーズンよりサガン鳥栖に完全移籍で加入することが発表された。
2018年7月4日、ロアッソ熊本へ期限付き移籍により加入すると発表された。熊本では途中出場が多く目立った活躍は出来ず、同年12月をもって期限付き移籍期間満了となった。
また、2019年1月12日、移籍元であるサガン鳥栖との契約も満了となった。
2019年3月19日、SC相模原へ完全移籍で加入することが発表された。2020年12月23日、契約満了による退団が発表された。
2021年2月、神奈川県社会人サッカーリーグのはやぶさイレブンに加入した。
2023年1月21日、いわてグルージャ盛岡への加入が発表された。2024年9月29日、いわてグルージャ盛岡は、水野が2024シーズンをもって現役引退することを発表した。最終節は61分から出場し、FKを蹴って味方のシュートに繋げるなど現役最後のいわスタで見せ場を作った。

### 引退後
2024年11月25日、神野卓哉の後任としていわてグルージャ盛岡のGM兼強化部長に就任すると発表された。

## 所属クラブ
ユース経歴
- 1992年 - 1997年  清水市立高部東小学校
- 1998年 - 2000年  清水市立第六中学校
- 2001年 - 2003年  静岡市立清水商業高等学校

プロ経歴
- 2004年 - 2007年  ジェフユナイテッド市原 / ジェフユナイテッド千葉
- 2008年1月 - 2010年6月  セルティック
- 2010年6月 - 2012年  柏レイソル
- 2013年 - 2014年  ヴァンフォーレ甲府
- 2015年  ジェフユナイテッド千葉
- 2016年  ベガルタ仙台
- 2017年 - 2018年  サガン鳥栖
  - 2018年7月 - 12月  ロアッソ熊本 (期限付き移籍)
- 2019年3月 - 2020年  SC相模原
- 2021年 - 2022年  はやぶさイレブン
- 2023年 - 2024年  いわてグルージャ盛岡

## 個人成績
| 国内大会個人成績 | 国内大会個人成績 | 国内大会個人成績 | 国内大会個人成績     | 国内大会個人成績 | 国内大会個人成績 | 国内大会個人成績 | 国内大会個人成績 | 国内大会個人成績 | 国内大会個人成績 | 国内大会個人成績 | 国内大会個人成績 |
| 年度             | クラブ           | 背番号           | リーグ               | リーグ戦         | リーグ戦         | リーグ杯         | リーグ杯         | オープン杯       | オープン杯       | 期間通算         | 期間通算         |
| 年度             | クラブ           | 背番号           | リーグ               | 出場             | 得点             | 出場             | 得点             | 出場             | 得点             | 出場             | 得点             |
| 日本             | 日本             | 日本             | 日本                 | リーグ戦         | リーグ戦         | リーグ杯         | リーグ杯         | 天皇杯           | 天皇杯           | 期間通算         | 期間通算         |
| ---------------- | ---------------- | ---------------- | -------------------- | ---------------- | ---------------- | ---------------- | ---------------- | ---------------- | ---------------- | ---------------- | ---------------- |
| 2004             | 市原/千葉        | 29               | J1                   | 7                | 1                | 0                | 0                | 1                | 0                | 8                | 1                |
| 2005             | 市原/千葉        | 29               | J1                   | 25               | 3                | 5                | 0                | 2                | 1                | 32               | 4                |
| 2006             | 市原/千葉        | 8                | J1                   | 25               | 0                | 9                | 2                | 1                | 0                | 31               | 2                |
| 2007             | 市原/千葉        | 8                | J1                   | 29               | 9                | 5                | 0                | 0                | 0                | 34               | 9                |
| スコットランド   | スコットランド   | スコットランド   | スコットランド       | リーグ戦         | リーグ戦         | S・リーグ杯      | S・リーグ杯      | スコティッシュ杯 | スコティッシュ杯 | 期間通算         | 期間通算         |
| 2007-08          | セルティック     | 29               | プレミア             | 0                | 0                | -                | -                | 0                | 0                | 0                | 0                |
| 2008-09          | セルティック     | 29               | プレミア             | 10               | 1                | 0                | 0                | 0                | 0                | 10               | 1                |
| 2009-10          | セルティック     | 29               | プレミア             | 1                | 0                | 1                | 0                | 0                | 0                | 2                | 0                |
| 日本             | 日本             | 日本             | 日本                 | リーグ戦         | リーグ戦         | リーグ杯         | リーグ杯         | 天皇杯           | 天皇杯           | 期間通算         | 期間通算         |
| 2010             | 柏               | 34               | J2                   | 1                | 0                | -                | -                | 0                | 0                | 1                | 0                |
| 2011             | 柏               | 29               | J1                   | 10               | 0                | 1                | 0                | 3                | 0                | 14               | 0                |
| 2012             | 柏               | 29               | J1                   | 14               | 1                | 2                | 0                | 4                | 0                | 20               | 1                |
| 2013             | 甲府             | 29               | J1                   | 19               | 0                | 3                | 0                | 1                | 0                | 23               | 0                |
| 2014             | 甲府             | 29               | J1                   | 11               | 1                | 3                | 2                | 1                | 1                | 15               | 4                |
| 2015             | 千葉             | 29               | J2                   | 19               | 1                | -                | -                | 2                | 0                | 21               | 1                |
| 2016             | 仙台             | 29               | J1                   | 8                | 0                | 4                | 0                | 1                | 0                | 13               | 0                |
| 2017             | 鳥栖             | 50               | J1                   | 9                | 1                | 5                | 2                | 2                | 0                | 16               | 3                |
| 2018             | 鳥栖             | 50               | J1                   | 0                | 0                | 3                | 0                | 0                | 0                | 3                | 0                |
| 2018             | 熊本             | 50               | J2                   | 12               | 0                | -                | -                | -                | -                | 12               | 0                |
| 2019             | 相模原           | 29               | J3                   | 10               | 0                | -                | -                | -                | -                | 10               | 0                |
| 2020             | 相模原           | 29               | J3                   | 0                | 0                | -                | -                | -                | -                | 0                | 0                |
| 2021             | はやぶさ         | 29               | 神奈川県2部Aブロック | 0                | 0                | -                | -                | -                | -                | 0                | 0                |
| 2022             | はやぶさ         | 29               | 神奈川県1部          | 8                | 0                | -                | -                | -                | -                | 8                | 0                |
| 2023             | 岩手             | 29               | J3                   | 12               | 0                | -                | -                | 2                | 0                | 14               | 0                |
| 2024             | 岩手             | 29               | J3                   | 9                | 0                | 1                | 0                | 1                | 0                | 11               | 0                |
| 通算             | 日本             | 日本             | J1                   | 157              | 16               | 38               | 6                | 16               | 2                | 213              | 24               |
| 通算             | 日本             | 日本             | J2                   | 32               | 1                | -                | -                | 2                | 0                | 34               | 1                |
| 通算             | 日本             | 日本             | J3                   | 31               | 0                | 1                | 0                | 3                | 0                | 35               | 0                |
| 通算             | 日本             | 日本             | 神奈川県1部          | 8                | 0                | -                | -                | -                | -                | 8                | 0                |
| 通算             | 日本             | 日本             | 神奈川県2部Aブロック | 0                | 0                | -                | -                | -                | -                | 0                | 0                |
| 通算             | スコットランド   | スコットランド   | プレミア             | 11               | 1                | 1                | 0                | 0                | 0                | 12               | 1                |
| 総通算           | 総通算           | 総通算           | 総通算               | 239              | 18               | 42               | 6                | 21               | 2                | 302              | 26               |

| 国際大会個人成績 | 国際大会個人成績 | 国際大会個人成績 | 国際大会個人成績 | 国際大会個人成績 | FIFA      | FIFA      |
| 年度             | クラブ           | 背番号           | 出場             | 得点             | 出場      | 得点      |
| AFC              | AFC              | AFC              | ACL              | ACL              | クラブW杯 | クラブW杯 |
| ---------------- | ---------------- | ---------------- | ---------------- | ---------------- | --------- | --------- |
| 2011             | 柏               | 29               | -                | -                | 3         | 0         |
| 2012             | 柏               | 29               | 1                | 0                | -         | -         |
| 通算             | AFC              | AFC              | 1                | 0                | 3         | 0         |

その他の国際公式戦
- 2006年
  - A3チャンピオンズカップ 3試合0得点

出場歴
- 2004年10月17日 - Jリーグ初出場：J1 2nd第9節 対清水エスパルス戦 (日本平、後半37分から出場)
- 2004年10月31日 - Jリーグ初先発：J1 2nd第11節 対ガンバ大阪戦 (横浜国)
- 2004年11月20日 - Jリーグ初得点：J1 2nd第13節 対ヴィッセル神戸戦 (市原臨海)
- 2007年3月24日 - A代表初出場：国際親善試合 対ペルー戦 (横浜国、後半40分から出場)
- 2008年11月8日 - スコティッシュ・プレミアリーグ初出場：第12節 対マザーウェルFC戦 (後半43分から出場)
- 2008年12月21日 - スコティッシュ・プレミアリーグ初得点：第19節 対フォルカークFC戦 (後半44分に得点)

## 個人タイトル
- ヤマサキナビスコカップ最優秀選手賞 (2006年)

## 代表歴

### 出場大会
- U-20日本代表 
  - 2005 FIFAワールドユース選手権（オランダ）
- U-23日本代表
  - 2008年北京オリンピックのサッカー競技・アジア予選
- A代表 
  - AFCアジアカップ2007

### 試合数
- 国際Aマッチ 4試合 0得点（2007年）

| 日本代表 | 国際Aマッチ | 国際Aマッチ |
| 年       | 出場        | 得点        |
| -------- | ----------- | ----------- |
| 2007     | 4           | 0           |
| 通算     | 4           | 0           |

### 出場
| No. | 開催日        | 開催都市 | スタジアム                         | 対戦国           | 結果 | 監督   | 大会                       |
| --- | ------------- | -------- | ---------------------------------- | ---------------- | ---- | ------ | -------------------------- |
| 1.  | 2007年3月24日 | 横浜     | 日産スタジアム                     | ペルー           | ○2-0 | オシム | キリンチャレンジカップ2007 |
| 2.  | 2007年6月1日  | 袋井     | 静岡県小笠山総合運動公園スタジアム | モンテネグロ     | ○2-0 | オシム | キリンカップサッカー2007   |
| 3.  | 2007年7月13日 | ハノイ   | ミーディン国立競技場               | アラブ首長国連邦 | ○3-1 | オシム | AFCアジアカップ2007        |
| 4.  | 2007年7月16日 | ハノイ   | ミーディン国立競技場               | ベトナム         | ○4-1 | オシム | AFCアジアカップ2007        |